# Florence Hurd
Florence Hurd (Nova Scotia, 6 mei 1913 - Greater Sudbury, mei 1988) is een schaatser uit Canada.
In 1932 nam Hurd deel aan de Olympische Winterspelen in Lake Placid, en kwam uit op alle drie de schaatsonderdelen: de 500 meter, 1000 meter en 1500 meter.
In mei 1988 overleed Hurd op 75-jarige leeftijd in Copper Cliff (dat later opging in Sudbury)
Florence Hurd was de zus van olympisch schaatser Alex Hurd.